# دادلی دو-رایت (فیلم)
دادلی دو-رایت (به انگلیسی: Dudley Do-Right) فیلمی محصول سال ۱۹۹۹ و به کارگردانی هیو ویلسون است. در این فیلم بازیگرانی همچون برندن فریزر، سارا جسیکا پارکر، آلفرد مولینا، اریک آیدل، رابرت پروسکی، آلکس روکو، جد رس، سی.ارنست هارث، ریجیس فیلبین، کتی لی گیفورد و آن فلچر ایفای نقش کرده‌اند.